# Гореній Мокроног
Гореній Мокроног (словен. Gorenji Mokronog) — поселення в общині Мокроног-Требелно, регіон Південно-Східна Словенія, Словенія.